# Peter Mensch
Peter Mensch (ur. 28 marca 1953) – manager muzyczny, mieszkający na Manhattanie.
Mensch zaczął pracę w zarządzaniu karierami muzyków w wieku 26 lat, zajmując się wtedy zespołem AC/DC. W roku 1982 założył wraz z Cliffem Burnsteinem firmę Q Prime. Pierwszym klientem przedsiębiorstwa był zespół Def Leppard. Q Prime zarządzało karierami takich wykonawców, jak Metallica, Red Hot Chili Peppers, Muse, Josh Groban, Hole, Snow Patrol i innych, w tym Jimmy'ego Page'a. Financial Times nazwał firmę jedną z najbardziej godnych podziwu firm zarządzających karierami artystów.

## Wczesne życie
Peter David Mensch urodził się w Nowym Jorku jako najstarsze z trójki dzieci Martina, adwokata, i Jean Mensch, nauczycielki. Jego rodzina jest pochodzenia żydowskiego.
Jego siostra, Barbara Sena Mensch, była najmłodszym zakładnikiem podczas porwania samolotów w Dawson's Field 3 września 1970. Peter ukończył szkołę średnią Scardsdale High School w roku 1971. Studiował na Brandeis University i pracował jako kierownik muzyczny w uczelnianej radiostacji, gdzie spotkał Cliffa Burnsteina. Po ukończeniu uczelni, uzyskał stopień magistra marketingu na uniwersytecie w Chicago.

## Kariera
Mensch zaczął karierę zawodową po ukończeniu nauki na uniwersytecie w Chicago. jego pierwszą pracą było zarządzanie wytwórnią muzyczną Blank Records w Nowym Jorku. Niedługo potem podjął pracę w kopalni talentów, firmie Leber-Krebs, jako księgowy tras koncertowych, pracując z zespołami takimi, jak Aerosmith oraz The Scorpions. Podczas trasy z zespołem Aerosmith, Mensch spotkał australijski zespół muzyczny AC/DC i skutecznie przekonał go do zamiany ich ówczesnego menedżera Michaela Browninga, na firmę Leber-Krebs. Kapela była pierwszym klientem Menscha, który wtedy miał 26 lat.
Za radą przyjaciela, Cliffa Burnsteina, ówcześnie pracującego w Mercury Records, Mensch zwrócił się do brytyjskiego zespołu Def Leppard. Z rozmysłem ustawił Def Leppard jako zespół wspierający AC/DC na trasie koncertowej. Film dokumentalny poświęcony zespołowi produkcji BBC wspomina o ich niezadowoleniu z ówczesnych menedżerów Pete Martina i Franka Stuarta-Browna, w trakcie której doszło do wymiany ciosów między Martinem a Joe Elliotem. W filmie Mensch stwierdza, że Burnstein powiedział: „Nie obchodzi mnie, czy mają menedżera... ukradnij ich aktualnym menedżerów.” Perkusista zespołu, Rick Allen, wspomniał w filmie, że rzeczywiście skontaktował się z Menschem, który podpisał dla zespołu kontrakt z firmą Leber-Krebs. Po nieporozumieniu pomiędzy Menschem a jego pracodawcą na gruncie wypłacania tantiem, Peter Mensch został zwolniony i założył wraz z Cliffem Burnsteinem firmę Q Prime. Jedynym klientem który został przejęty przez nowe przedsiębiorstwo była grupa Def Leppard.
Firma Q Prime Management zapisała się w historii heavy metalu, zarządzając w różnym czasie karierami takich wykonawców, jak AC/DC, The Scorpions, Def Leppard, Dokken, Tesla, Suicidal Tendencies, Queensrÿche, czy Metallica. Na początku lat 90. XX wieku przedsiębiorstwo zajęło się dodatkowo wykonawcami rocka alternatywnego, jak Smashing Pumpkins, Hole, czy Veruca Salt. Było też współmenedżerem Madonny w okresie po wydaniu albumu Ray of Light, jak też funkcjonowało jako konsultant zespołu Rolling Stones w trakcie trasy koncertowej Steel Wheels z roku 1990. Firma zarządzała też częściowo karierą Shanii Twain. Aktualnie, lista klientów firmy obejmuje wykonawców: Metallica, Red Hot Chili Peppers, Muse, Snow Patrol, Foals, Silversun Pickups, Cage the Elephant, Dawes i innych. Poprzez swój oddział Q Prime Nashville zarządzają karierami wykonawców muzyki country. Renée Fleming była klientką Q Prime w okresie wydania jej albumu Dark Hope. Solowymi klientami firmy są Jimmy Page i Josh Groban.
W wywiadzie dla Sunday Times, Peter Mensch stwierdził, że był odpowiedzialny za sprzedaż „setek milionów” płyt, dodając: „Nie mogę podać konkretniejszych danych”.

## Życie osobiste
W czerwcu 2011 Mensch ożenił się po raz trzeci, z Louise Mensch. Z drugą żoną ma trójkę dzieci Melissą Meyer, z którą rozwód (polubowny) wziął w roku 2010.